# Denis Wolff
 (avril 2016).
Denis Wolff (né au Canada en 1956) est un directeur artistique au Québec.
Il a travaillé pendant de nombreuses années en tant que directeur artistique pour le compte du label indépendant Audiogram. Il dirige depuis 2006 l'agence Maisonnette.
Le 21 janvier 2025, Wolff est déclaré coupable pour voie de fait et violence conjugale, après que sa victime l'a dénoncé en 2021.